# Grästjärnen (Los socken, Hälsingland)
Grästjärnen är en sjö i Ljusdals kommun i Hälsingland och ingår i Ljusnans huvudavrinningsområde. Sjön har en area på 0,0643 kvadratkilometer och ligger 237,2 meter över havet. Sjön avvattnas av vattendraget Håvaån (Kroksjöån).

## Delavrinningsområde
Grästjärnen ingår i det delavrinningsområde (682266-146890) som SMHI kallar för Mynnar i Voxnan. Medelhöjden är 292 meter över havet och ytan är 14,23 kvadratkilometer. Räknas de 30 avrinningsområdena uppströms in blir den ackumulerade arean 251,16 kvadratkilometer. Håvaån (Kroksjöån) som avvattnar avrinningsområdet har biflödesordning 3, vilket innebär att vattnet flödar genom totalt 3 vattendrag innan det når havet efter 154 kilometer. Avrinningsområdet består mestadels av skog (79 procent). Avrinningsområdet har 0,2 kvadratkilometer vattenytor vilket ger det en sjöprocent på 1,4 procent.